# Jinbeisaurus
Jinbeisaurus wangi
Genre
Espèce
Jinbeisaurus (signifiant « lézard du nord de la province du Shanxi » d'après la province du Shanxi en Chine) est un genre fossile de dinosaures Tyrannosauroidea de la formation Huiquanpu (en) du Crétacé supérieur de la province du Shanxi en Chine. Le type et la seule espèce est Jinbeisaurus wangi. C'est le premier théropode non aviaire connu du Shanxi. L'analyse du spécimen indique que Jinbeisaurus est plus dérivé que les tyrannosauroïdes apparentés tels que Xiongguanlong et plus avancé phylogénétiquement que Suskityrannus, auquel il a été comparé.
Jinbeisaurus a été initialement considéré comme un spécimen juvénile de Tarbosaurus.

## Description
Jinbeisaurus est connu grâce au spécimen holotype SMG V0003, comprenant une « paire de maxillaires (os droit presque complet et os gauche incomplet) et un dentaire droit incomplet, associés à deux morceaux de vertèbres cervicales, cinq morceaux de vertèbres dorsales, et un pubis droit incomplet. » Il se distingue des autres tyrannosaures par « un large renfort inter-fenêtre, une profonde fosse sur la large base du septum entre le récessus prémaxillaire et l'antre maxillaire, une position basse de la rangée dorsale des foramina dentaires, un nombre similaire de denticules par unité de longueur sur les carènes mésiales et distales des dents supérieures et inférieures, et un angle aigu d'environ 70 degrés entre le processus postérieur du pied et la tige du pubis ».

## Phylogénie
Jinbeisaurus a été placé assez basalement dans les Tyrannosauroidea en 2019,, dans une polytomie avec Xiongguanlong, Timurlengia et des formes plus dérivées. Il était en dessous de Dryptosaurus dans l'arbre généalogique et au-dessus de Suskityrannus.